# El fusilamiento de Dorrego
Pour plus de détails, voir Fiche technique et Distribution.
El fusilamiento de Dorrego est un film argentin réalisé par Mario Gallo et sorti en 1908. Il est considéré comme étant le premier film de fiction argentin.

## Synopsis

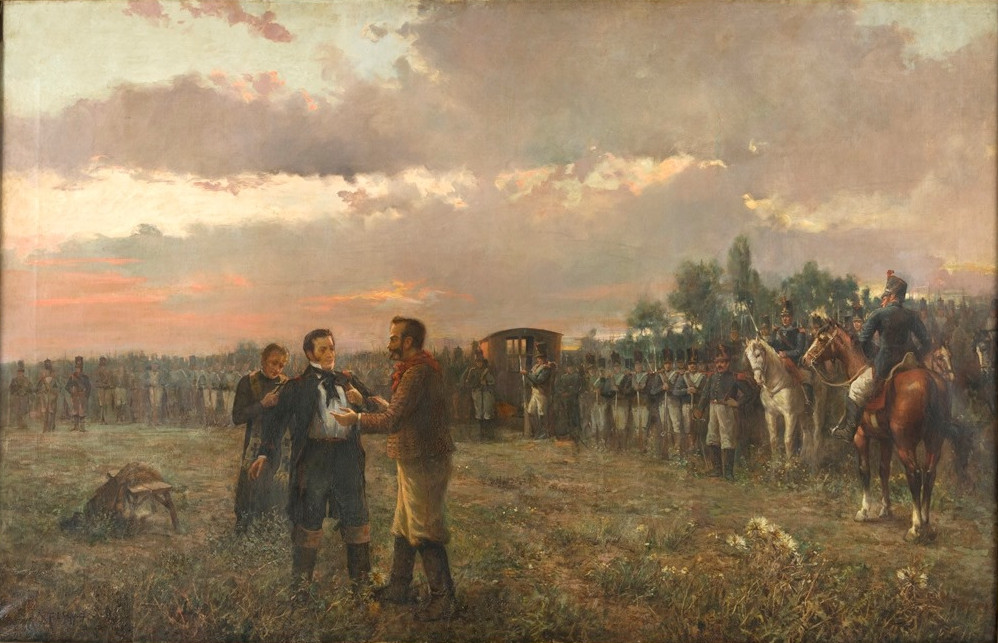
L'exécution de Dorrego, tableau de Fausto Eliseo Coppini.

Le film décrit la mort par exécution de l'homme d'état Manuel Dorrego (1787-1828), militaire et homme politique argentin, gouverneur de Buenos Aires.

## Fiche technique
- Titre : El fusilamiento de Dorrego
- Réalisation : Mario Gallo
- Scénario : Mario Gallo
- Pays :  Argentine
- Genre : Historique
- Durée : 10 ou 12 minutes[2]
- Date de sortie : Argentine : 24 mai 1908

## Distribution
- Salvador Rosich (es)
- Eliseo Gutiérrez (es)
- Roberto Casaux (es)